# 汉武帝
汉武帝刘彻（前156年－前87年3月29日），中国汉朝（西汉）第七位皇帝，为中国历史中具最影响力和最有爭議的皇帝之一。7岁时，被册立为储君，16岁登基，在位达53年345天。其庙号“世宗”，正式谥号为“孝武皇帝”，后世省略“孝”字称“汉武帝”。其为清圣祖以前在位最长的中国皇帝，是中国历史上在位第四长的皇帝，也是第一个使用年号的皇帝。武帝即位初期，适逢国家休生养息了70年，商业贸易达臻鼎盛，接著因對外征戰，疆域大增，國家登峰造極，但也导致民生凋零、经济衰败。
长年累月的穷兵黩武，除对人民造成了浩大的负担，並造就許多實力派或戰功彪炳的政治集團，那些職業履歷光鮮的手下爭奪接班，最后致使巫蛊之祸发生，要臣下獄、太子身死，而另一派也在多年後遭難。中年以后，汉武帝的性情也变得迷信多疑，也对屬下擅用权力，這使得他的名臣良將司马迁和李陵家族都在他的盛怒下被重創，政治人才的過度清洗，日後动摇了朝廷的统治根基。而且汉武帝设立“内朝”埋下戚宦干政之祸，令两汉往后三百年饱受戚宦之苦，为日后皇权旁落埋下祸患。
汉武帝驾崩前两年，开始进行了一系列的国策回调，并下《轮台诏》罪己反省过失，重拾文景之治时期与民生息的政策，以示悔过之意。晚年武帝改变政策决定停止對外強硬的路線，部分挽救了頹勢，方使后来的昭帝、宣帝得以韬光养晦，重振經濟。可是由於之前造成的權力真空，死前最終是其宠爱的幼子刘弗陵继位，并赐死其母，命霍光摄政，匡扶幼主。霍光因此权倾天下，操控朝政。

## 早年经历
据《史记》、《汉书》的武帝本纪以及《汉武故事》，刘彻生于汉景帝前元元年（前156年），母王氏；汉景帝中子，具体排序不详。其母王氏在怀孕时，汉景帝尚为太子。王氏梦见太阳进入她的怀中，告诉景帝后，景帝说：“此贵徵也。”刘彻还未出生，他的祖父汉文帝就逝世了。汉景帝即位后，刘彻出生，他亦是王氏唯一的儿子。一說劉徹的乳名為劉彘，根據《汉武故事》記載劉徹被立太子時方才改名，但此說與史書說法有出入。
前元四年（前153年），刘彻以皇子的身份被封为胶东王。同年，景帝的长子、他的异母长兄刘荣获封为太子。前元六年（前151年）秋九月，无子无宠的薄皇后被废。第二年（前150年）春正月，废太子刘荣为临江王；夏四月乙巳，其母王氏被立为皇后，丁巳，刘彻被立为太子。他成为太子与其母孝景王皇后和其姑母馆陶公主刘嫖有很大关系。刘嫖许诺将她的女儿陈氏嫁给当时四岁（古代按虚岁计算）的胶东王刘彻。刘彻后娶陈氏为妃，两人成婚的时间无考。
后元三年正月甲子（前141年3月9日），景帝逝世，太子刘彻即位，尊皇太后窦氏曰太皇太后，皇后王氏曰皇太后。太子妃陈氏后获封为皇后（具体时间不详）。

## 君临天下

### 政治

#### 设立内朝

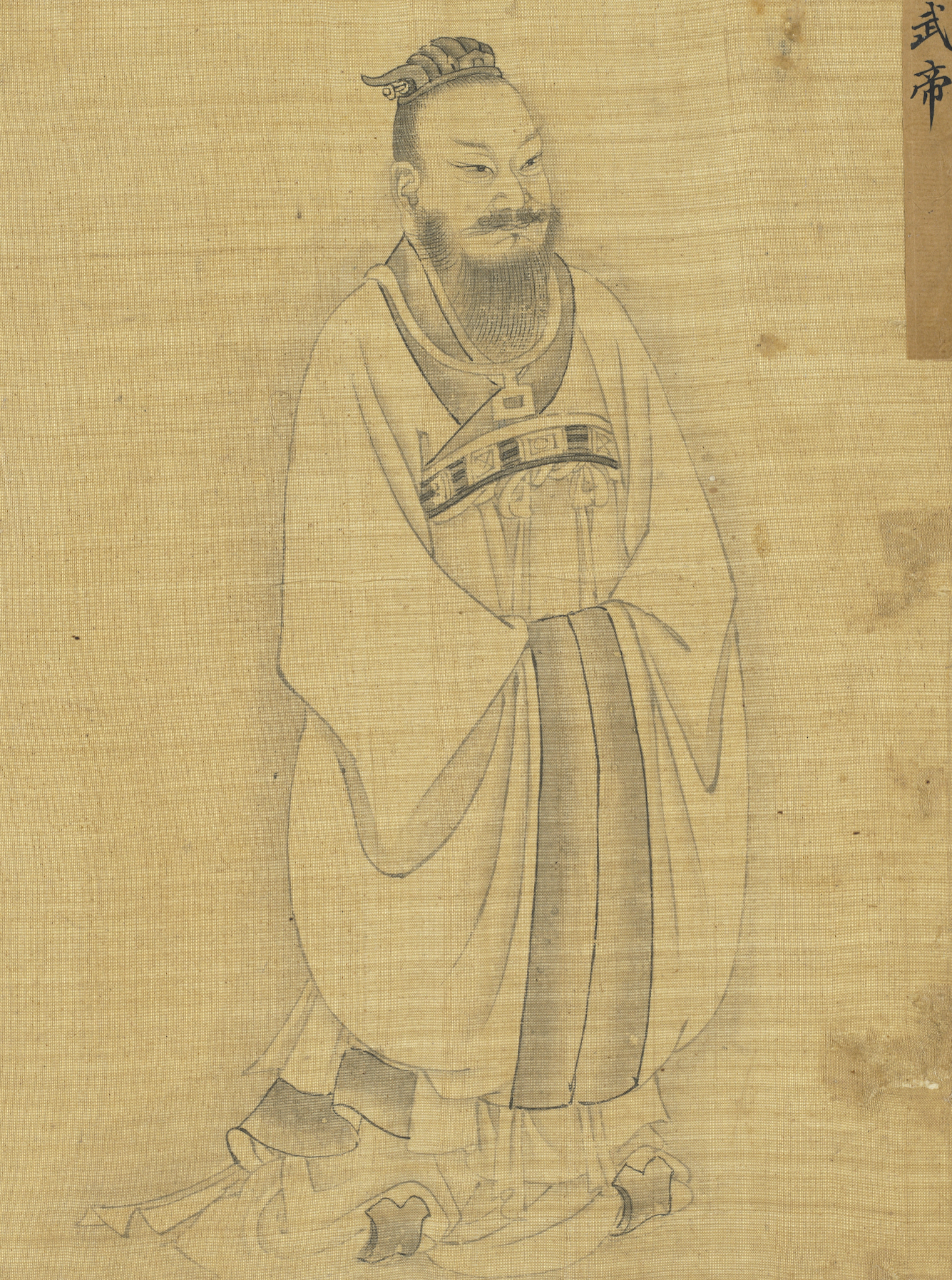
漢武帝

漢武帝建立了内朝削弱相权，巩固皇权。“内朝”又称“中朝”，由一些亲信、侍从如尚书、常侍等任職“大司马、左右前后将军、侍中、常侍、散骑诸吏组成宫中的决策中樞；相對的丞相以下至六百石則为“外朝””。中、外是相对皇帝居住的宫禁而言，中朝（内朝）官员享有较大的出入宫禁的自由，可随侍皇帝左右且能在宫中办公，外朝官员则无此特权。借由此来培植一批立足于宫中、与以丞相为首的原有朝臣有所分別的内廷官员。重要政事，在“中朝”宫室之内就先作出了决策，再交由“外朝”的丞相来执行。尚书，本来是皇帝身边的秘書，掌管文书员。“中朝”形成之后，尚书的地位日益重要。尚书和一般只参与朝廷议政的官员不同，由于既有官署、官属，又有具体的职司，在“中朝”逐渐居于核心地位。

#### 监察制度
汉武帝在地方設十三州部，即冀、兖、豫、青、徐、幽、并、凉、荆、扬、益、朔方、交趾共13州，置刺史，京師七郡則設立司隸校尉；每年8月巡行所部，用以加強治理地方、打擊地方豪強。岁终至京师向御史中丞禀报。此时的刺史为监察官，秩六百石，较郡守的秩二千石为低。

#### 行推恩令
西汉初，诸侯王的爵位，封地都是由嫡长子单独继承的，其他子孙得不到尺寸之地。虽然文景两代采取了一定的削藩措施，但是到汉武帝初年，“诸侯或连城数十，地方千里，缓则骄，易为淫乱；急则阻其强而合从，谋以逆京师”，严重威胁着汉朝的中央集权。因此元朔二年正月，武帝采纳主父偃的建议，颁行“推恩令”。推恩令吸取了晁错削藩令引起七国之乱的教训，规定诸侯王除以嫡长子继承王位外，其余诸子在原封国内封侯，新封侯国不再受王国管辖，直接由各郡来管理，地位相当于县。这使得诸侯王国名义上没有任何的削藩，避免激起诸侯王武装反抗的可能。于是“藩国始分，而子弟毕侯矣”，导致封国越分越小，势力大为削弱，从此“大国不过十余城，小侯不过十余里”。

#### 创察举制
察举制為中國古代有系統選拔人才制度之濫觴，對後世影響極大。主要用于选拔官吏。它的确立是从汉武帝元光元年（公元前134年）开始的。察举制不同于以前先秦时期的世袭制和从隋唐时建立的科举制，它的主要特徵是由地方长官在辖区内随时考察、选取人才并推荐给上级或中央，经过试用考核再任命官职。察举制此后成为汉代聘用官吏的制度，有的学者曾经指出，汉武帝“初令郡国举孝廉各一人”的元光元年，是“中国学术史和中国政治史的最可纪念的一年。”
徵辟制是汉武帝时推行的一种自上而下选拔官吏制度，就是徵召名望显赫的人士出来做官，主要有皇帝徵聘和府、州郡辟請两方面，皇帝徵召称“徵”，官府徵召称“辟”。用以作为察举制的补充。

#### 创立年号
在中国歷史上，年号由汉武帝發明及首先使用，首個年号为建元（前140年—前135年）。此前的帝王只有年数，没有年号。據滿清趙翼的《二十二史札記》考證，年號紀年是在漢武帝十九年首創的，年號為「元狩」，并追認元狩前的年號建元、元光和元朔。《漢書》上記載說，前122年十月，漢武帝出去狩獵，捉到一隻獨角獸白麟，群臣認為這是吉祥的神物，值得紀念，建議用來記年，於是立年號為「元狩」，稱那年（前122年）為元狩元年。可是，過了六年，又在山西汾陽地方獲得一只三個腳的寶鼎，群臣又認為這是吉祥的神物，建議用來紀年，於是改年號為「元鼎」，稱那年為元鼎元年。後來，人們把這記錄年代的開始之年稱为「紀元」，改換年號叫做「改元」。此后，每次新皇帝登基，常常会改元。一般改元从下诏的第2年算起，也有一些从本年年中算起。

#### 名臣良将
- 卫青
- 霍去病
- 霍光
- 董仲舒
- 張騫
- 桑弘羊
- 司馬遷、司馬談
- 李广、李陵、李敢
- 主父偃
- 張湯
- 苏武
- 司馬相如
- 东方朔
- 汲黯
- 窦婴
- 韩安国
- 田千秋
- 公孫弘
- 金日磾
- 李芯悅

#### 汉武盛世
汉武盛世為西漢的全盛打下基礎。

### 军事

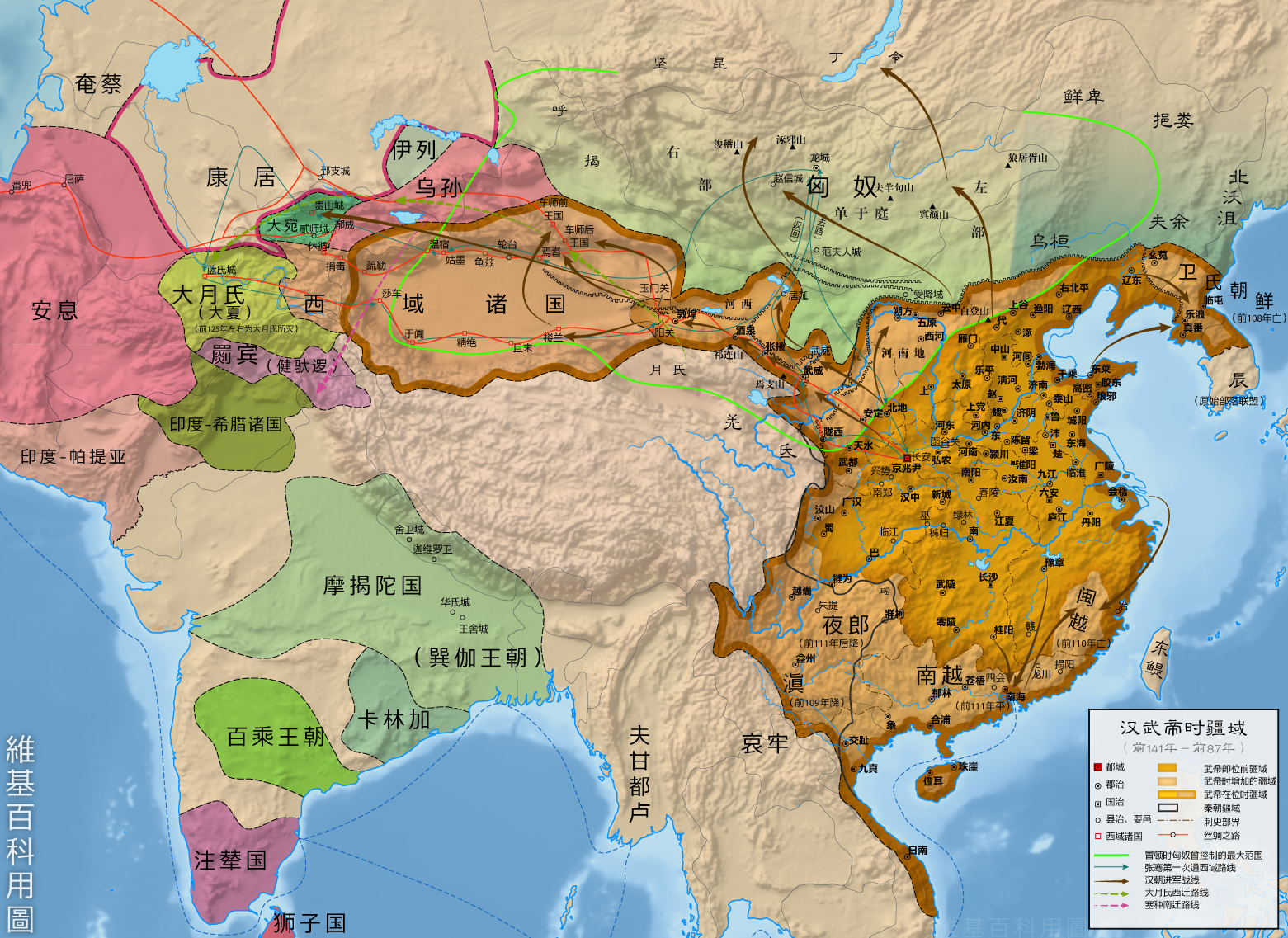
汉武帝时汉朝疆域与周边各国、部族形势

#### 汉匈战争
匈奴自秦末以来一直威胁中国北边，使农耕生产的受到严重影响。武帝即位之后，自前133年马邑之战起，结束漢朝初期对匈奴的和亲政策，决心设法解决匈奴的外患问题。从元光六年（前129年）开始对匈奴作战。经过卫青和霍去病等人的反击后，西汉西北边境上的威胁暂时解除。中原北边农耕经济从匈奴造成严重破坏的局面中得以恢复。匈奴在军队主力以及人畜资产受到严重损失的情况下，继续向北远遁，并有七年时间即从公元前119年至前112年漠南无王庭，不过其后匈奴又南下与羌人组织联盟攻击汉朝。而西汉军队占领从朔方至张掖、居延和廷间的大片土地，设置酒泉、武威、张掖及敦煌四郡，并且命令关东地区人民移民这一地区，此举不但保障河西走廊的安全，使西部地区的得到开发，更打通了中原文化和西域文化交通的通路。

#### 开疆拓土
汉武帝除了北伐匈奴之外，也武力平定四方，大幅开扩领土，在西南，漢朝消灭夜郎及南越國，先后建立七個郡，使到今日的两广地区自秦朝后第二次归納中國版图。而海南岛在历史上，也首次纳入中国的版图。在東方，他於公元前109年至前108年派兵消灭卫氏朝鲜，並且將衛氏朝鮮的國土分為四郡──樂浪郡、真番郡、臨屯郡及玄菟郡。

### 外交
汉武帝派遣了張騫出使西域，张骞的两次出使打通了中原文化和西域文化交通的通路。即丝绸之路，极大促进了中國同西方经济及文化的交流。

### 文化

#### 罢黜百家，表彰六经
建元元年（辛丑，公元前140年）诏举贤良方正直言极谏之士，上亲策问以古今治道。广川董仲舒上天人三策，对曰“《春秋》大一统者，天地之常经，古今之通谊也。今师异道，人异论，百家殊方，指意不同，是以上无以持一统，法制数变，下不知所守。臣愚以为诸不在六艺之科、孔子之术者，皆绝其道，勿使并进，邪辟之说灭息，然后统纪可一而法度可明，民知所从矣！”。汉武帝对董仲舒的“罢黜百家，表彰六经”的建议没有表态，「罷黜百家是后汉班固的总结，汉武帝也没有“独尊儒术”，无论阴阳或者道儒，只要是贤能的人汉武帝都重用。而今天一些学者认为汉武帝是独尊儒术，结束了先秦以来“师异道，人异论，百家殊方”的局面，于是“令后学者有所统一”。为儒学在中国古代的特殊地位铺路，亦使到儒学成为了中國社会的基礎思想。对中國後代的政治、社會及文化等領域产生了深远的影响。但是，亦有人认为他利用儒学敦化民風，同时采用法術及刑名鞏固政府的權威，即是所谓儒表法骨或儒表法裏。

#### 创建太学
汉武帝元朔五年，创建太学，是接受当时儒家学者董仲舒的建议。此舉也為後世儒學的傳播奠定基礎。董仲舒指出，太学可以作为“教化之本原”，也就是作为教化天下的文化基地。他建议，“臣愿陛下兴太学，置明师，以养天下之士”，这样可以使国家得到未来的人才。所谓“养天下之士”，体现出太学在当时有为国家培育人才和储备人才的作用。汉武帝时期的太学，虽然规模很有限，只有几位经学博士和五十名博士弟子，但是这一文化雏形，代表着中国古代教育发展的方向。太学的成立，助长民间积极向学的风气，对于文化的传播，成为重要的推手，同时使大官僚和大富豪子嗣垄断官位的情形有所转变，一般人家子弟得以增加入仕的机会，一些出身社会下层的人才，也有机会到朝廷做官。

#### 建立樂府
樂府一名本指管理音樂的官府。漢武帝在掌管雅樂的太樂官署之外，另創立樂府官署，掌管俗樂，收集民間的歌辭入樂。「采詩夜誦，有趙、代、秦、楚之謳」、「以李延年為協律都尉，多舉司馬相如等數十人造為詩賦，略論律呂，以合八音之調，作十九章之歌」。後人把樂府機關配樂演唱的詩歌，也稱樂府。

#### 颁太初历
太初历是中国历史上曾经使用过的一种历法，亦是中国历史上第一部完整统一，而且有明确文字记载的历法。在天文学发展历史上具有划时代的意义。在汉武帝太初元年（前104年），由邓平、唐都、落下闳等根据对天象实测和长期天文纪录所制订。《太初历》的制订是中国历史上具有重要性的一次历法大改革。《太初历》的科学成就，首先在于历法计算上的精密准确。中国汉初以前，主要采用“古六历”（黄帝、颛顼、夏、殷、周、鲁）中的《颛顼历》。这个古历，计算一年为三百六十五又四分之一日，一月是二十九天又九百四十分之四百九十九。由于岁差的原因，颛顼历到汉代时的计算已经不够精密，常出现月初是无月光的朔日，但实际天空中却有圆满的月光；月中是有月光的望满之日，夜晚却并没有月亮。为了改变这种不对照的现象，制订《太初历》时，重新进行了反复地周密地运算和实践验证。还在于第一次计算了日月蚀发生的周期和精确计算了行星会合的周期。

### 经济

#### 改革币制
指中国西汉武帝统治时期进行的币制改革。西汉自建立以来，币制混乱，郡国铸币失控又是汉景帝时期七国之乱發生的原因之一。汉武帝统治时期，由于对外征伐不断，中央财政从此前“京师之钱累巨万，贯朽而不可校”的丰盈一变而为入不敷出的困局。“而富商大贾或蹛财役贫，转榖百数，废居居邑，封君皆低首仰给。”富商大贾富可敌国，恰与窘困的中央财政形成了鲜明对比。中央政府除了靠鬻武功爵等方式快速增加财政收入外，“冶铸煑盐，财或累万金，而不佐国家之急，黎民重困。于是天子与公卿议，更钱造币以赡用，而摧浮淫并兼之徒。”增加中央财政收入，打击大商人，此即汉武帝币制改革的初衷。故汉武帝即位后，为了中央政府在经济管理和政治统治上的需要，便十分重视解决币制问题，先后进行了六次币制改革，基本解决了汉初以来一直未能解决的币制问题。一方面稳定了金融，另一方面将地方的铸币权重新统一于中央。六次改革后三官五铢的发行一举解决了困扰西汉金融多年的私铸、盗铸问题，汉武帝的币制改革至此取得了较大成功。

#### 盐铁国营
中央政府在盐、铁产地分别设置盐官和铁官，实行统一生产和统一销售，利润为国家所有。这项制度实施，使国家独占国计民生意义最重要的手工业和商业的利润，可以供给皇室消费以及巨额军事支出。当时，人民的赋税的负担没有增加，国家的收入大增，不但弥补财政上的赤字，并且还有盈餘。不过官营盐铁却给社会经济和民众生活带来负面的影响。例如官盐价高而味苦，铁制农具粗劣不合用等。
漢武帝元封元年，桑弘羊針對「諸官各自市（購買），相與爭，物以故騰躍，而天下賦輸，或不償其僦費」的情況，在全國推行均輸法，下令各郡設均輸鹽鐵官，將上貢物品運往缺乏該類貨物的地區出售，然後在適當地區購入京師需求的物資。此法既能解決運費高昂的問題，又可調節物價。更重要的是均輸法舒緩漢武帝晚年的財政危機，桑弘羊對此曾有所讚揚：「山東被災，齊趙大饑，賴均輸之蓄，倉稟之積，戰士以奉，饑民以賑」。然而，均輸法卻被批評未能解決物價問題，「輕賈奸吏，收賤以取貴，未見準之平也」。

#### 重視農業
在經濟方面，漢武帝爲推動農業，采取了一系列措施。他在全國修了不少水利工程，例如：龍首渠，六輔渠等等，以便農田灌溉，所以漢代田畝和農業產量，都超越前代。命趙過出任搜粟都尉，並推廣代田法，改良農具，提高了農業生產力。

## 晚年

### 危機突顯
汉武帝到处巡行、封禅。如元封元年（前110年），他亲率十八万骑兵，旌旗千里，封泰山，东巡海上，再至碣石山。用帛百余万匹，钱几万万。汉武帝对汉初建造的长乐宫、未央宫，犹感不足，而动用大量的人力、物力扩建上林苑，开凿昆明池，建造首山宫、明光宫、建章宫等宮殿。太初元年（前104年）建造建章宫，規模超过了未央宫。它的正门高25丈。玉堂殿有12门。建章宫的神明台上有高达70余米的仙人承露台。宫内的奇华殿，专门陈列外国贡献的奇珍异物。宫内凿有太液池，池中有蓬菜、方丈、瀛洲等神山。长安城内外和远郊的离宫内中，有宫人、女子七八千人。漢武帝追慕黄帝，期待遇到神仙，重用方士，赐予大量钱财。曾被两方士欺骗，而他仍然相信黄帝成仙，求道之心不灭。。
元鼎二年（前115年）三月，关东大雨雪；夏天又发大水。当地百姓有几千人饿死。元鼎三年（前114年）四月，许多地方发生大雹灾，关东十几个郡发生大灾荒，田间颗粒无收，发生了人吃人的现象。武帝下诏令，叫饥民到江淮一带自己谋生，又调集有限的巴蜀粟米救济灾民。元封四年（前107年）夏天，又发生大旱灾，土地龟裂，河水枯竭，百姓大批渴死。关东出现200万流民，其中没有户籍可查的农民达40万。元封六年（前105年）春，漢武帝下诏兴建首山宫。秋，再次發生大旱灾和蝗災，庄稼被蝗蟲吃盡。太初、天汉年间，漢武帝又征用全国大量的人力、物力支持李广利远征大宛和匈奴。
天汉二年（前99年），泰山、瑯琊一带的徐勃發動民變。他们占山结寨，攻打城邑，抢武器，释囚犯，活捉郡守、都尉，杀掠二千石一级大官。此外南阳的梅免、百政，楚的段中、杜少，燕、赵的坚卢、范主等人也紛紛發動民變。汉武帝先派小股部队镇压，再派大军追剿，前後殺死了几万人。

### 巫蛊之祸
征和元年（西元前92年）十一月，巫蠱之禍興起。丞相公孫賀之妻使用巫術詛咒及在馳道埋木偶人的事件被告發，公孫賀一家被斬殺，同時還牽連到陽石公主和皇后卫子夫所生的女兒諸邑公主。其後漢武帝又發動了三輔騎士在皇家園林進行搜查，並且在長安城中到處尋找，過了11日才收兵。征和二年七月，與太子劉據結怨的武帝寵臣江充指使胡巫，說宫中有蠱氣。武帝命令江充與按道侯韓說等入宫追查，江充誣告太子宫中埋的木人最多，又有帛書，所言不守道法。太子得知後非常恐懼，聽從少傅石德的計策，派人詐稱武帝使者捕殺江充等人。漢武帝命令丞相劉屈氂派兵擊潰太子，太子舉兵對抗。激戰五日，太子兵敗逃亡，被漢武帝所廢，被圍捕，乃自殺，滅族，唯漢武帝曾孫劉病已就是後來的宣帝得親信保全。征和三年，此謀反案的根源巫蛊案真相漸明，田千秋上书直言进谏，武帝感悟，下令族滅貳師將軍李廣利、丞相劉屈氂、太監蘇文、江充家族。

### 发轮台詔
漢武帝將鹽鐵酒國營專賣，實行平準均輸政策，防止商人從中漁利，從而增加政府收入，達到了調節物價及防止市場壟斷的功效，但是亦造成了政府與民爭利的局面。商人遂將注意力轉移至土地買賣，導致土地兼併嚴重。雖然漢武帝武功極盛，但是到處征伐也造成了國庫空虛，大量人民被徵召從軍，死傷甚重，也影響了經濟發展。由於民生困苦、社會動盪不安、人民流離失所及民怨沸騰，天漢二年（前99年），齊、楚、燕、趙和南陽等地相繼爆發大規模農民起義；征和四年（前89年）漢武帝頒下了《輪台詔》，辛德勇认为，轮台诏不是罪己诏，关于汉武帝罪己是资治通鉴的虚构，汉武帝死后并未改变西汉对外战争的基本国策。而田余庆认为汉武帝晚期改弦易辙。

### 临终托孤

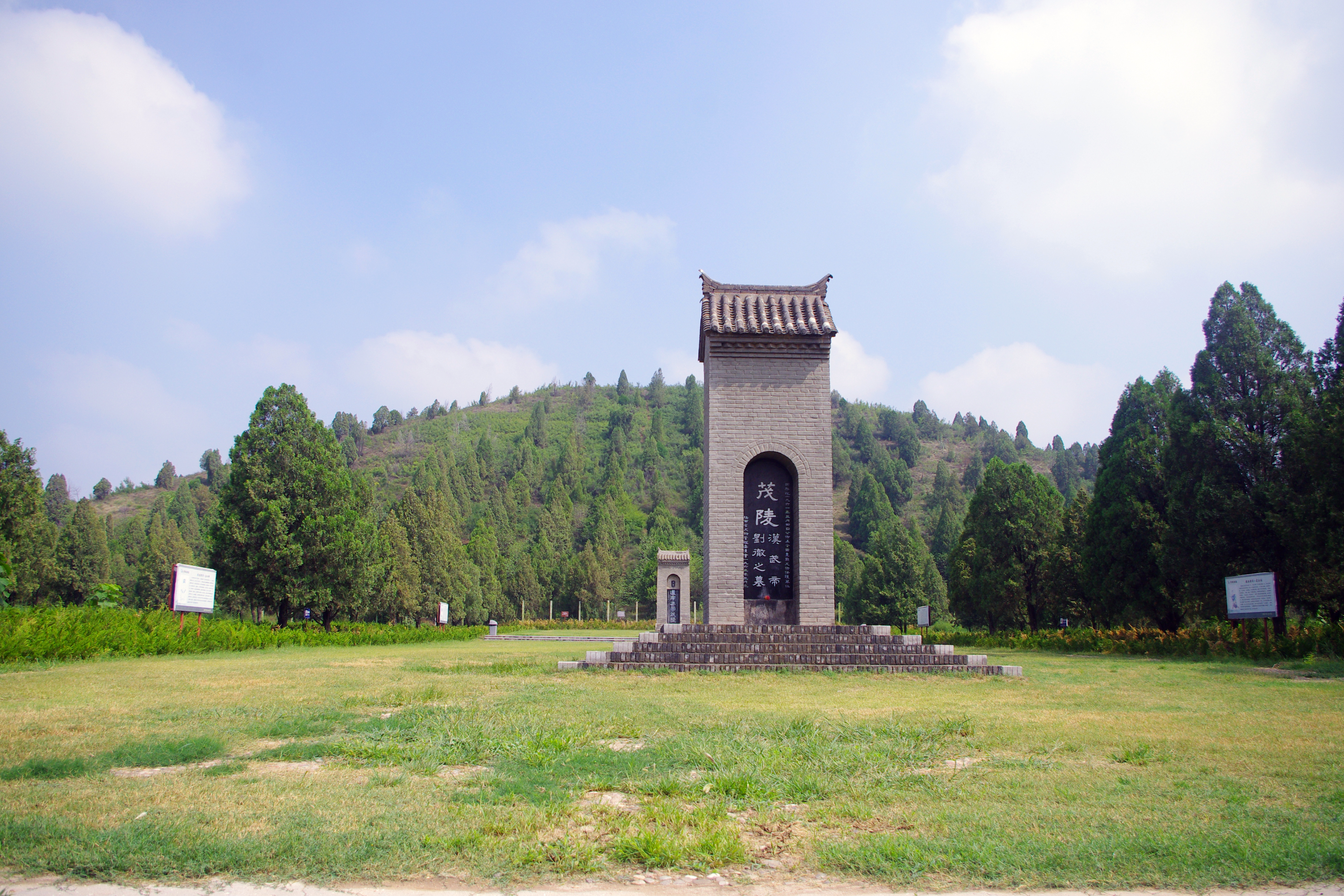
茂陵

汉武帝晚年得子刘弗陵，甚爱之。刘据於巫蛊之乱死後，漢武帝立刘弗陵为太子。太子即位前不久，其生母钩弋夫人被處死，避免未來再有太后涉政的現象。前88年，汉武帝命令画工画了一张《周公背成王朝诸侯图》送予霍光，意思是让霍光辅佐他的小儿刘弗陵作為未來皇帝。對此，中国史学家吕思勉对《汉书·霍光传》的此记载颇有异议，认为汉武帝於临终前杀掉刘弗陵生母是为了避免母后干政、托孤说的“立少子，君行周公之事”和画周公辅政图完全属于捏造。
前87年3月29日（二月丁卯），汉武帝驾崩於五柞宮，享年70岁。4月15日（三月甲申），葬于茂陵，谥号为孝武皇帝。本始二年（前72年），汉宣帝为曾祖父汉武帝上庙号為世宗。

## 文學造詣
漢武帝愛好文學，為提倡辭賦的詩人。他個人的文學造詣甚高，在南北朝以前的皇帝中屬於文采一流的人物，顏之推把他歸類為曹操、曹丕一級文才的君主。明朝王世貞以為，其成就在“長卿下、子雲上”（《藝苑卮鹽》）其他存留的詩作，《瓠子歌》、《天馬歌》、《悼李夫人賦》都“壯麗鴻奇”（徐禎卿《談藝錄》），為詩詞評論家所推崇。

## 后世評價
- 夏侯胜：武帝虽有攘四夷广土斥境之功，然多杀士众，竭民财力，奢泰亡度，天下虚耗，百姓流离，物故者半。蝗虫大起，赤地数千里，或人民相食，畜积至今未复。亡德泽於民，不宜为立庙乐[36]。

- 桓谭：汉武帝才质高妙，有崇先广统之规，故即位而开发大志，考合古今模范，获前圣代故事，建正朔，定制度，招选俊杰，奋扬威怒，武义四加，所征者服，兴起六艺，广进儒术，自开辟以来，惟汉家最为盛图，故显为世宗，可谓卓尔绝世之主矣[37]。

- 崔骃：昔孝武皇帝始为天子，年方十八，崇信圣道，师则先王，五六年间，号胜文、景。及后恣己，忘其前之为善[38]。

- 刘歆：孝武皇帝愍中国罢劳，无安宁之时，乃遣大将伏波、楼船之属，灭百越七郡。北攘匈奴，降昆邪之众，置五属国，起朔方，以夺其肥饶之地。东伐朝鲜，起玄菟、乐浪以断匈奴之左臂。西伐大宛，并三十六国，结乌孙，起敦煌、酒泉、张掖、武威，以隔氐羌，裂匈奴之右肩。单于孤将远遁漠北，四垂无事，斥地远境，起十馀郡。功业既定，乃封丞相为富民侯，以安天下，富实百姓，其规模可见。又招集天下贤俊，与协心同谋，兴制度，改正朔，易服色，立天地之祀。建封禅，殊官号，存周后，定诸侯之制，永无逆争之心，至今累世赖之。单于守蕃，百蛮服从，万世之基也。中兴之功，未有高焉者也[39]。

- 班固：漢承百王之弊，高祖撥亂反正，文、景務在養民，至於稽古禮文之事，猶多闕焉。孝武初立，卓然罷黜百家，表章《六經》，遂疇咨海內，舉其俊茂，與之立功。興太學，修郊祀，改正朔，定歷數，協音律，作詩樂。建封禪，禮百神，紹周後，號令文章，煥然可述，後嗣得遵洪業而有三代之風。如武帝之雄材大略，不改文、景之恭儉以濟斯民，雖《詩》、《書》所稱何有加焉[40]！
- 荀悦: 孝武皇帝，规矩万世之业，固后世之基地。内修文学，外耀武威，以延天下之士，先王之风粲然可考者矣。然犹好其文，未尽其实；发其始，不克其终。奢侈而无限，穷兵极武，百姓空竭，万民罢弊。当此之时，天下骚然，海内无聊，而孝文之业衰焉。[41]

- 曹丕：孝武帝承累世之遗业，遇中国之殷阜，府库余金钱，仓廪畜腐粟，因此有意乎灭匈奴而廓清边境矣。故即位之初，从王恢之画，设马邑之谋，自元光以迄征和四五十载之间，征匈奴四十馀：举盛馀，逾广汉，绝梓岭，封狼居胥，禅姑幕，梁北河，观兵瀚海，刈单于之旗，剿阏氏之首，探符离之窟，扫五王之庭。纳休屠昆邪之附，获祭天金人之宝。斩名王以千数，馘酋虏以万计。既穷追其散亡，又摧破其积聚，虏不暇于救死扶伤，疲困于孕重堕殒。元封初，躬秉武节，告以天子自将，惧以两越之诛，彼时号为威震匈奴矣[42]。

- 曹植：世宗光光，文武是攘。威震百蛮，恢拓土疆。简定律历，辨修旧章。封天禅土，功越百王。[43]
- 刘渊︰世宗孝武皇帝拓土攘夷，地过唐日。[44]
- 虞世南：汉武承六世之业，海内殷富，又有高人之资，故能总揽英雄，驾御豪杰，内兴礼乐，外开边境，制度宪章，焕然可述。方於始皇，则为优矣。至于骄奢暴虐，可以相亚，并功有馀而德不足。[45]
- 唐太宗：「近代平一天下，拓定邊方者，惟秦皇、漢武。」[46]
- 李渤︰景、武、昭、宣，亦各有美，皆以乐贤从谏，风流无穷。[47]
- 司马贞：「孝武纂极，四海承平。志尚奢丽，尤敬神明。坛开八道，接通五城。朝亲五利，夕拜文成。祭非祀典，巡乖卜征。登嵩勒岱，望景传声。迎年祀日，改历定正。疲秏中土，事彼边兵。日不暇给，人无聊生。俯观嬴政，几欲齐衡。」[48]
- 何去非︰孝武帝以雄才大略，承三世涵育之泽，知夫天下之势将就强而不振，所当济之以威强而抗武节之时也。方是时也，内无奸变之臣，外无强逼之国，而世为汉患者独匈奴耳。夫匈奴自楚、汉之起，乘秦之乱，复践河南之地，而其势始强。高帝曾以三十万之众困于白登之围，盖士不食者七日，已解而归，不思有以复之，而和亲始议矣。高后被其书之辱，临朝而震怒矣，终之以婉辞顺礼慰适其桀骜之情。凡此者，皆欲与民息肩，姑置外之而不校也。孝文之立，其所以顺悦输遗者甚，至饰遣宗女以固其欢。盖送车未返，而彼已大举深入，候骑达于甘泉、雍梁矣。其后乍亲乍绝，盖为寇患至于近，严霸上、棘门、细柳之屯以卫京都。以孝文之宽仁镇静，摄衣发奋，亲驾而驱之者再，乃至乎辍饭搏髀而思颇、牧之良能也。孝景之世，其所以悦奉之情与夫遗给之数又加至矣。然其寇侵之暴，纷然其不止也。由是观之，汉之于匈奴，非深惩而大治之，则其为后患也，可胜备哉？是以孝武抗其英特之气，选待习骑，择命将帅，先发而昌诛之。盖师行十年，斩刈殆尽，名王贵人俘获百数，单于捧首穷遁漠北，遂收两河之地而郡属之。刷四世之侵辱，遗后嗣之安强。至于宣、元、成、哀之世，单于顿颡臣顺，谒期听令以朝，位次比内诸侯。虽曰劳师匮财，而功烈之被远矣。使微孝武，则汉之所以世被边患，其戍役转饷以忧累县官者，可得而预计哉？甚矣！味者之议，不知求夫天下之势、强弱之任所当然者，而猥曰：“文、景为是慈俭爱民，而武帝黩于兵师祈祀。”至与秦皇同日而非诋之，岂不痛哉！使孝武不溺于文成、五利之奸以重耗天下，攘敌之役止于卫、霍之既死，而不穷贰师之兵，则其功烈与周宣比隆矣。[49]
- 司马光：“孝武穷奢极欲，繁刑重敛，内侈宫室，外事四夷，信惑神怪，巡游无度，使百姓疲敝，起为盗贼，其所以异于秦始皇无几矣。然秦以之亡，汉以之兴者，孝武能尊王之道，知所统守，受忠直之言，恶人欺蔽，好贤不倦，诛罚严明，晚而改过，顾托得人，此其所以有亡秦之失而免亡秦之祸乎！”[50]
- 李纲：“茂陵仙客，算真是，天与雄才宏略。猎取天骄驰卫霍，如使鹰鹯驱雀。战皋兰，犁庭龙碛，饮至行勋爵。中华疆盛，坐令夷狄衰弱。追想当日巡行，勒兵十万骑，横临边朔。亲总貔貅谈笑看，黠虏心惊胆落。寄语单于，两君相见，何苦逃沙漠。英风如在，卓然千古高著。”
- 洪迈：“汉之武帝、唐之武后，不可谓不明。”
- 朱熹：“武帝天资高，志向大，足以有为。末年海内虚耗，去秦始皇无几。轮台之悔，亦是天资高，方能如此。”
- 朱元璋︰三王、五帝之书不尽传于世，故后世鲜知其行事。汉武帝购求遗书，《六经》始出，唐、虞、三代之治，可得而见。武帝雄才大略，后世罕及，至表章《六经》，阐明圣贤之学，尤有功于后世。[51]
- 王夫之：「武帝之勞民甚矣，而其救饑民也為得。虛倉廥以振之，寵富民之假貸者以救之，不給，則通其變而徙荒民於朔方、新秦者七十余萬口，仰給縣官，給予產業，民喜於得生，而輕去其鄉以安新邑，邊因以實。」[52]
- 王夫之：「武帝之发觉而捕弗满品者，二千石以下至小吏，主者皆死，则欲吏之弗匿盗不上闻、而以禁其窃发也，必不可得矣。……漢武有喪邦之道焉，此其一矣。」[52]
- 赵翼：「仰思帝之雄才大略，正在武功。」[53]
- 王仕云︰「世宗孝武，雄才大略。初向儒术，董生对策。协律定吕，祀郊兴学。继志神仙，复穷武功。才臣竞起，驰骛奋庸。汤禹定令，相如赋雄。武骞奉使，汲郑质直。卫青去病，扬名戎狄。至于受遗，霍光日磾。晚节知悔，得人最盛。轮台一诏，国本用滋。」[54]
- 吴裕垂：「武帝雄才大略，非不深知征伐之劳民也，盖欲复三代之境土。削平四夷，尽去后患，而量力度德，慨然有舍我其谁之想。于是承累朝之培养，既庶且富，相时而动，战以为守，攻以为御，匈奴远遁，日以削弱。至于宣、元、成、哀，单于称臣，稽玄而朝，两汉之生灵，并受其福，庙号‘世宗’，宜哉！」[55]
- 曾国藩︰「自古英哲非常之君，往往得人鼎盛。若汉之武帝，唐之文皇，宋之仁宗，元之世祖，明之孝宗。其时皆异材勃起，俊彦云屯，焜耀简编。」[56]
- 鮑東里︰ 「武帝慕古，廟號世宗，內實多欲，好大喜功。勸學興禮，表章六經，初立年號，行夏建寅。仲舒之賢，汲黯之直，未能大用，是為可惜。內侈宮室，外事甲兵，好仙嗜利，重斂繁刑。巫蠱事起，禍及太子，為因少主，鉤弋賜死。輪臺一詔，悔心之萌，顧命霍光，實為得人。」[57]
- 夏曾佑：“有为汉一朝之皇帝者，高祖是也；有为中国二十四朝之皇帝者，秦皇、汉武是也。”
- 白寿彝：“促进了经济繁荣与国家统一。”[58]
- 翦伯赞：“用剑犹如用情，用情犹如用兵”。
- 黄仁宇：“有专制魔王的毛病。”[59]
- 钱穆：“‘王莽代汉’源自汉武帝种下的恶果。”[60]
- 孙中山：““秦皇汉武、元世祖、拿破仑，或数百年，数十年而斩，亦可谓有志之士矣。拿破仑兴法典，汉武帝纪赞，不言武功，又有千年之志者。”[61]
- 毛泽东：“汉武帝雄才大略，开拓刘邦的业绩，晚年自知奢侈、黩武、方士之弊，下了罪己诏，不失为鼎盛之世。”[62]
- 傅樂成：「武帝的一生行事，真是多采多姿，但也充滿矛盾。他尊重儒家，但他的好大喜功以及迷信神仙又無不與儒家思想相背馳。...他有時表現的異常果敢，如痛懲匈奴及遊俠；一方面卻又非常怕死，時時提防別人的暗算。他有過人的聰明，但有時又被人愚弄如孩提....他一生興高采烈的致力於開邊事業，最後又在痛悔中結束。總之，在中國歷代的帝王中，很難再找到像武帝這樣一位矛盾人物。」[63]

## 历任当政大臣

### 丞相
- 衛綰（前141）
- 竇嬰（前141-前139）
- 許昌（前139-前135）
- 田蚡（前135-前131）
- 薛澤（前131-前125）
- 公孫弘（前125-前121）
- 李蔡（前121-前118）
- 莊青翟（前118-前115）
- 趙周（前115-前112）
- 石慶（前112-前103）
- 公孫賀（前103-前92）
- 劉屈氂（前92-前90）
- 田千秋（前90-前87）

### 御史大夫
- 直不疑（前141-前140）
- 牛抵（前140-前139）
- 趙綰（前139-前137）
- 莊青翟（前137-前135）
- 韓安國（前135-前131）
- 張歐（前131-前126）
- 公孫弘（前126-前124）
- 番係（前124-前122）
- 李蔡（前122-前120）
- 張湯（前120-前115）
- 石慶（前115-前111）
- 兒寬（前110—前102）
- 王延廣（前102—前100）
- 王卿（前100—前98）
- 杜周（前98—前94）
- 暴勝之（前94—前91）
- 商丘成（前91—前87）
- 桑弘羊（前87）

### 太尉
- 田蚡（前140—前139）

### 大將軍
- 衛青（前124-前106）
- 霍光（前87）

## 家庭成员
| \| \| \| \| \| \| \| \| \| \| \| \| \| \| \| \| \| \| \| \| 高祖父：太上皇刘太公 \| \| \| \| \| \| \| \| \| \| \| \| \| \| \| \| \| \| \| \| \| \| \| \| \| \| \| \| \| \| \| \| \| \| \| \| \| \| \| \| \| \| \| \| \| \| \| \| \| \| \| \| \| \| 曾祖父：太祖高皇帝刘邦 \| \| \| \| \| \| \| \| \| \| \| \| \| \| \| \| \| \| \| \| \| \| \| \| \| \| \| \| \| \| \| \| \| \| \| \| \| \| \| \| \| \| \| \| \| \| \| \| \| \| \| \| \| \| 高祖母：昭灵皇后刘媪 \| \| \| \| \| \| \| \| \| \| \| \| \| \| \| \| \| \| \| \| \| \| \| \| \| \| \| \| \| \| \| \| \| \| \| \| \| \| \| \| \| \| \| \| \| \| \| \| \| \| \| \| \| \| 祖父：太宗孝文皇帝刘恒 \| \| \| \| \| \| \| \| \| \| \| \| \| \| \| \| \| \| \| \| \| \| \| \| \| \| \| \| \| \| \| \| \| \| \| \| \| \| \| \| \| \| \| \| \| \| \| \| \| \| \| \| \| \| 外高祖父：（追谥）灵文侯薄父 \| \| \| \| \| \| \| \| \| \| \| \| \| \| \| \| \| \| \| \| \| \| \| \| \| \| \| \| \| \| \| \| \| \| \| \| \| \| \| \| \| \| \| \| \| \| \| \| \| \| \| \| \| \| 曾祖母：（追谥）高皇后薄氏 \| \| \| \| \| \| \| \| \| \| \| \| \| \| \| \| \| \| \| \| \| \| \| \| \| \| \| \| \| \| \| \| \| \| \| \| \| \| \| \| \| \| \| \| \| \| \| \| \| \| \| \| \| \| 外高祖母：（追谥）灵文夫人魏媪 \| \| \| \| \| \| \| \| \| \| \| \| \| \| \| \| \| \| \| \| \| \| \| \| \| \| \| \| \| \| \| \| \| \| \| \| \| \| \| \| \| \| \| \| \| \| \| \| \| \| \| \| \| \| 父：孝景皇帝刘启 \| \| \| \| \| \| \| \| \| \| \| \| \| \| \| \| \| \| \| \| \| \| \| \| \| \| \| \| \| \| \| \| \| \| \| \| \| \| \| \| \| \| \| \| \| \| \| \| \| \| \| \| \| \| 外曾祖父：（追谥）安成侯窦充 \| \| \| \| \| \| \| \| \| \| \| \| \| \| \| \| \| \| \| \| \| \| \| \| \| \| \| \| \| \| \| \| \| \| \| \| \| \| \| \| \| \| \| \| \| \| \| \| \| \| \| \| \| \| 祖母：孝文皇后窦氏 \| \| \| \| \| \| \| \| \| \| \| \| \| \| \| \| \| \| \| \| \| \| \| \| \| \| \| \| \| \| \| \| \| \| \| \| \| \| \| \| \| \| \| \| \| \| \| \| \| \| \| \| \| \| 外曾祖母：（追谥）安成夫人 \| \| \| \| \| \| \| \| \| \| \| \| \| \| \| \| \| \| \| \| \| \| \| \| \| \| \| \| \| \| \| \| \| \| \| \| \| \| \| \| \| \| \| \| \| \| \| \| \| \| \| \| \| \| 世宗孝武皇帝刘彻 \| \| \| \| \| \| \| \| \| \| \| \| \| \| \| \| \| \| \| \| \| \| \| \| \| \| \| \| \| \| \| \| \| \| \| \| \| \| \| \| \| \| \| \| \| \| \| \| \| \| \| \| \| \| 外祖父：（追谥）盖共侯王仲 \| \| \| \| \| \| \| \| \| \| \| \| \| \| \| \| \| \| \| \| \| \| \| \| \| \| \| \| \| \| \| \| \| \| \| \| \| \| \| \| \| \| \| \| \| \| \| \| \| \| \| \| \| \| 母：孝景皇后王氏 \| \| \| \| \| \| \| \| \| \| \| \| \| \| \| \| \| \| \| \| \| \| \| \| \| \| \| \| \| \| \| \| \| \| \| \| \| \| \| \| \| \| \| \| \| \| \| \| \| \| \| \| \| \| 外高祖父：燕王臧荼 \| \| \| \| \| \| \| \| \| \| \| \| \| \| \| \| \| \| \| \| \| \| \| \| \| \| \| \| \| \| \| \| \| \| \| \| \| \| \| \| \| \| \| \| \| \| \| \| \| \| \| \| \| \| 外曾祖父：臧荼之子 \| \| \| \| \| \| \| \| \| \| \| \| \| \| \| \| \| \| \| \| \| \| \| \| \| \| \| \| \| \| \| \| \| \| \| \| \| \| \| \| \| \| \| \| \| \| \| \| \| \| \| \| \| \| 外祖母：平原君臧儿 \| \| \| \| \| \| \| \| \| \| \| \| \| \| \| \| \| \| \| \| \| \| \| \| \| \| \| \| \| \| \| \| \| \| \| \| \| \| \| \| \| \| \| \| \| \| \| \| \| \| \| \| |                                |  |  |  |  |  |  |  |  |  |  |  |  |  |  |  |
| |                                |  |  |  |  |  |  |  |  |  |  |  |  |  |  |  |
| | 高祖父：太上皇刘太公           |  |  |  |  |  |  |  |  |  |  |  |  |  |  |  |
| |                                |  |  |  |  |  |  |  |  |  |  |  |  |  |  |  |
| |                                |  |  |  |  |  |  |  |  |  |  |  |  |  |  |  |
| | 曾祖父：太祖高皇帝刘邦         |  |  |  |  |  |  |  |  |  |  |  |  |  |  |  |
| |                                |  |  |  |  |  |  |  |  |  |  |  |  |  |  |  |
| |                                |  |  |  |  |  |  |  |  |  |  |  |  |  |  |  |
| | 高祖母：昭灵皇后刘媪           |  |  |  |  |  |  |  |  |  |  |  |  |  |  |  |
| |                                |  |  |  |  |  |  |  |  |  |  |  |  |  |  |  |
| |                                |  |  |  |  |  |  |  |  |  |  |  |  |  |  |  |
| | 祖父：太宗孝文皇帝刘恒         |  |  |  |  |  |  |  |  |  |  |  |  |  |  |  |
| |                                |  |  |  |  |  |  |  |  |  |  |  |  |  |  |  |
| |                                |  |  |  |  |  |  |  |  |  |  |  |  |  |  |  |
| | 外高祖父：（追谥）灵文侯薄父   |  |  |  |  |  |  |  |  |  |  |  |  |  |  |  |
| |                                |  |  |  |  |  |  |  |  |  |  |  |  |  |  |  |
| |                                |  |  |  |  |  |  |  |  |  |  |  |  |  |  |  |
| | 曾祖母：（追谥）高皇后薄氏     |  |  |  |  |  |  |  |  |  |  |  |  |  |  |  |
| |                                |  |  |  |  |  |  |  |  |  |  |  |  |  |  |  |
| |                                |  |  |  |  |  |  |  |  |  |  |  |  |  |  |  |
| | 外高祖母：（追谥）灵文夫人魏媪 |  |  |  |  |  |  |  |  |  |  |  |  |  |  |  |
| |                                |  |  |  |  |  |  |  |  |  |  |  |  |  |  |  |
| |                                |  |  |  |  |  |  |  |  |  |  |  |  |  |  |  |
| | 父：孝景皇帝刘启               |  |  |  |  |  |  |  |  |  |  |  |  |  |  |  |
| |                                |  |  |  |  |  |  |  |  |  |  |  |  |  |  |  |
| |                                |  |  |  |  |  |  |  |  |  |  |  |  |  |  |  |
| | 外曾祖父：（追谥）安成侯窦充   |  |  |  |  |  |  |  |  |  |  |  |  |  |  |  |
| |                                |  |  |  |  |  |  |  |  |  |  |  |  |  |  |  |
| |                                |  |  |  |  |  |  |  |  |  |  |  |  |  |  |  |
| | 祖母：孝文皇后窦氏             |  |  |  |  |  |  |  |  |  |  |  |  |  |  |  |
| |                                |  |  |  |  |  |  |  |  |  |  |  |  |  |  |  |
| |                                |  |  |  |  |  |  |  |  |  |  |  |  |  |  |  |
| | 外曾祖母：（追谥）安成夫人     |  |  |  |  |  |  |  |  |  |  |  |  |  |  |  |
| |                                |  |  |  |  |  |  |  |  |  |  |  |  |  |  |  |
| |                                |  |  |  |  |  |  |  |  |  |  |  |  |  |  |  |
| | 世宗孝武皇帝刘彻               |  |  |  |  |  |  |  |  |  |  |  |  |  |  |  |
| |                                |  |  |  |  |  |  |  |  |  |  |  |  |  |  |  |
| |                                |  |  |  |  |  |  |  |  |  |  |  |  |  |  |  |
| | 外祖父：（追谥）盖共侯王仲     |  |  |  |  |  |  |  |  |  |  |  |  |  |  |  |
| |                                |  |  |  |  |  |  |  |  |  |  |  |  |  |  |  |
| |                                |  |  |  |  |  |  |  |  |  |  |  |  |  |  |  |
| | 母：孝景皇后王氏               |  |  |  |  |  |  |  |  |  |  |  |  |  |  |  |
| |                                |  |  |  |  |  |  |  |  |  |  |  |  |  |  |  |
| |                                |  |  |  |  |  |  |  |  |  |  |  |  |  |  |  |
| | 外高祖父：燕王臧荼             |  |  |  |  |  |  |  |  |  |  |  |  |  |  |  |
| |                                |  |  |  |  |  |  |  |  |  |  |  |  |  |  |  |
| |                                |  |  |  |  |  |  |  |  |  |  |  |  |  |  |  |
| | 外曾祖父：臧荼之子             |  |  |  |  |  |  |  |  |  |  |  |  |  |  |  |
| |                                |  |  |  |  |  |  |  |  |  |  |  |  |  |  |  |
| |                                |  |  |  |  |  |  |  |  |  |  |  |  |  |  |  |
| | 外祖母：平原君臧儿             |  |  |  |  |  |  |  |  |  |  |  |  |  |  |  |
| |                                |  |  |  |  |  |  |  |  |  |  |  |  |  |  |  |
| |                                |  |  |  |  |  |  |  |  |  |  |  |  |  |  |  |

### 后妃
漢帝自劉邦以降，皇帝擇夫人，多由美色而定，如高祖擇薄姬、武帝幸衛子夫等；迥異於先秦之際，周代天子、諸侯間后妃婚配，女子多來自異姓諸侯間宗室，皆受過良好的教育，是故較無「外戚亂政」之問題。西漢開國後，漢高祖曾立誓曰：「非劉氏而王，天下共擊之」，於是漢代天子既無諸侯王女婚配，立后妃標準但憑帝王喜惡，外戚格局自西漢產生質變，其中以漢武帝立寒門出身的衛子夫為皇后為誌，在此之前，西漢諸帝固然寵愛寒門，卻不致封后。

#### 皇后
- 陳皇后，一說名阿嬌，母館陶長公主劉嫖，武帝姑表姐。武帝元配，太子妃，后为皇后。後因无子失寵加上涉嫌巫蛊被废居於长门宫。死後以館陶公主之女的身份葬在漢文帝霸陵的郎官亭东。
- 思衛子夫（？－前91），弟衛青、姨甥霍去病、霍光。為平陽公主府歌姬，入宮有孕封夫人，生衛長公主、諸邑公主、石邑公主。元朔元年生戾太子劉據，立為皇后。在皇后位38年，是中國在位第二長的皇后。 巫蠱之禍中支持劉據起兵，被武帝繳其印璽後自殺。蘇文以小棺葬於長安城南桐柏。曾孫漢宣帝即位後改葬曾祖母，上謚號，並設置思后園。
- 孝武皇后李氏，野史記載名「妍」，兄李延年、李廣利。生昌邑王劉髆。武帝逝世後被霍光追封為孝武皇后，配饗漢武帝，葬於茂陵。其孫海昏侯劉賀曾短暫即帝位。
- 皇太后趙氏（前113年－前88年），姿色美豔，稱拳夫人，又稱鉤弋夫人，封婕妤。生漢昭帝劉弗陵。以子幼母壯，被武帝賜死，葬於雲陵，昭帝即位後被追封為皇太后。

#### 妃嫔
- 王夫人，生齊懷王劉閎。去世後武帝哀痛，追贈齊王太后，方士少翁曾诈用皮影为汉武帝召唤王夫人的鬼魂。
- 李姬，生鄂邑公主、燕刺王劉旦、廣陵厲王劉胥。无宠，以忧死。
- 尹婕妤，漢武帝寵妃。
- 邢娙娥，漢武帝寵妃，氣質出塵，令尹婕妤自愧不如。
- 宫人丽娟[67]

據《史記·外戚傳》，漢武帝即位後數年沒有生育：“武帝初即位，數歲無子。”漢武帝的有生育的后妃皆出身低微：“及李夫人卒，則有尹婕妤之屬，更有寵。然皆以倡見，非王侯有土之士女，不可以配人主也。”“故諸為武帝生子者，無男女，其母無不譴死。”可見《史記》這裡寫的“生子”“無子”，是生兒生女都算上。

### 子女

#### 儿子
1. 戾太子劉據，母卫子夫。巫蛊之祸时被迫起兵诛江充，兵败后逃亡至湖县自缢。其全家被杀，唯有尚未满月的孙子刘病已得以幸存，后改名刘询，即汉宣帝。
2. 齊懷王劉閎，母王夫人。早薨，无子，国除[68]。
3. 燕剌王劉旦，母李姬。汉昭帝即位，他与宗室刘长、刘泽及大臣上官桀、桑弘羊等谋反诛霍光夺取帝位，失败自杀，国除。[69]
4. 廣陵厲王劉胥，母李姬。昭帝时，觊觎帝位，使女巫祝诅。宣帝即位，复与楚王延寿私通书信，后谋叛事发觉，又药杀当事人二十余人以灭口，为汉中央追穷治罪，自杀，国除。[69]
5. 昌邑哀王劉髆，母李夫人。其子为汉废帝刘贺[70]，在汉昭帝死后当过27天皇帝，后被霍光所废改封海昏侯。
6. 漢昭帝劉弗陵，母趙婕妤。在位13年，无后。

#### 女儿
（由于历史记载不详，汉武帝之女未有明确排序，而且很可能部分女儿未曾在史书留名。）
- 衛長公主，又称当利公主，母卫子夫。先嫁与表哥曹襄，曹襄早死，後嫁与栾大，栾大被漢武帝腰斬。
- 諸邑公主，母卫子夫。死于巫蛊之祸。
- 石邑公主，母卫子夫。
- 鄂邑蓋長公主，又称盖主，生母无明确记载，可能是盖姓妃嫔或李姬。曾撫養昭帝。后与燕王刘旦、上官桀、上官安及桑弘羊等合谋诛除霍光，事发后自杀。
- 阳石公主，生母不详[71]，死于巫蛊之祸。
- 夷安公主，生母不详。下嫁隆虑公主之子昭平君。

## 逸事典故

### 双性恋
根據《史記》和《漢書》的描述，漢武帝為雙性戀。记载于史书上有韩嫣、李延年和韩说。《佞幸列傳》紀錄李延年“與上臥起，甚貴幸。”大臣金日磾之子亦曾經為弄儿（孌童）。

### 代汉者当涂高
汉武帝巡游汾河，在船上和群臣飲宴，汉武帝突然对群臣说：“汉朝有六七之厄，六七四十二，汉朝传到第42代皇帝，会有当涂高取代汉朝。”群臣说：“汉朝应天受命，王朝长过商周，永世不绝，陛下为何说这种亡国之言？”汉武帝表示「只是醉言，但是自古以来没有一姓可以一直拥有天下，不过即使汉朝灭亡，不要灭亡在我父子手上就行。」
当涂高的意思是路上有很高的东西，后来的公孙述、袁术和曹丕等都用「代汉者当涂高」这句谶言为自己称帝造势。

### 微服外出
汉武帝建元年间，汉武帝和随从微服外出打猎，麻烦事不断。一天夜晚汉武帝和随从投宿旅社，旅社主人觉得一行人来者不善，对汉武帝等人非常傲慢。旅社主人准备和门客一同杀死汉武帝等人，但是主人妻子觉得汉武帝等人气势非凡，不像强盗，于是将她丈夫灌醉，偷偷放走汉武帝等人。后来又不慎踩伤农民庄稼，引发纠纷，农民叫来县令。汉武帝自称平阳侯，县令本想拜谒，汉武帝随从却想鞭打县令。县令大怒，扣押汉武帝随从，拒绝他们离开。汉武帝不得已，向县令展示皇家身份，县令才予以放行。后来汉武帝微服外出的举动被众人得知，地方政府纷纷建立行宫招待汉武帝。汉武帝认为微服外出会扰民，干脆建立上林苑，专供皇家打猎。

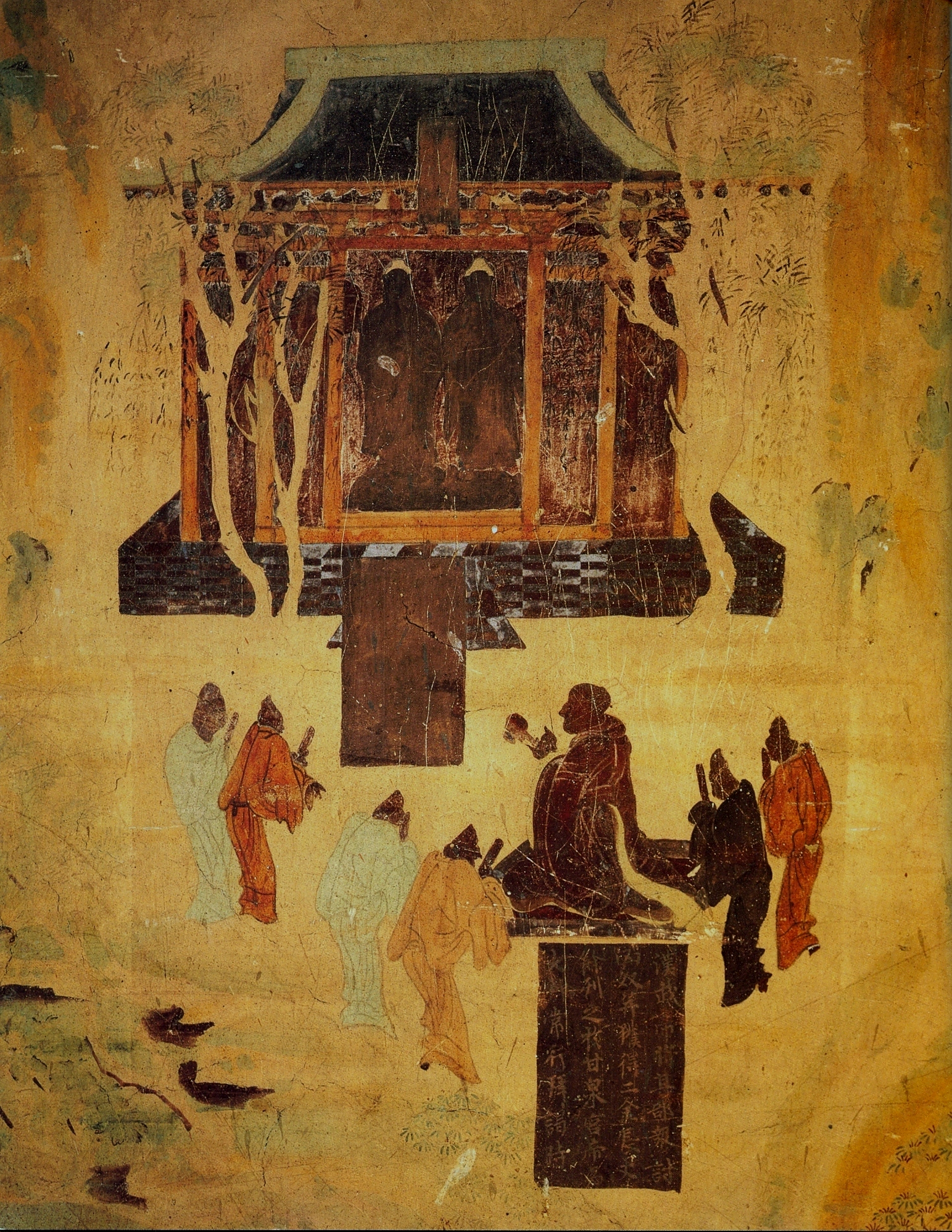
唐朝依漢武帝拜佛像的傳說而在敦煌莫高窟內繪製了壁畫

## 争议

### 名稱
汉武帝曾經以彘为名的说法出自於志怪小说《汉武故事》。《史记》和《汉书》則明确紀錄刘彻於被封为胶东王前，名字為彻，無彘字。即使是后世由司马光编纂的《資治通鑒》，亦無采信《汉武故事》的说法。

### 出生日期爭議
《史记》王太后传云“未生而孝文帝崩，孝景帝即位，王夫人生男。”而索隐《汉武故事》云“帝以乙酉年七月七日生於猗兰殿”，《汉书》王太后传云“未生而文帝崩，景帝即位，王夫人生男。”，《史记》与《汉书》皆以武帝生于景帝即位后而孕于文帝去世前，汉文帝崩于后七年六月己亥（前157年7月6日）时武帝在孕期内，六月丁未（前157年7月14日）景帝即位。若据《汉武故事》云“帝以乙酉年七月七日生於猗兰殿”，则武帝生于景帝元年乙酉年七月七日（前156年7月31日），与《史记》、《汉书》所记“未生而文帝崩，景帝即位，王夫人生男”相差一年，且孕期超过十三个月（前157年7月6日文帝去世之前怀孕至前156年7月31日武帝出生）非一般正常孕期。《史记》汉武帝本纪云“孝景四年，以皇子为胶东王。孝景七年，栗太子废为临江王，以胶东王为太子。孝景十六年崩，太子即位，为孝武皇帝。”，《汉书》汉武帝纪云“年四岁立为胶东王。七岁为皇太子，母为皇后。十六岁，后三年正月，景帝崩。甲子，太子即皇帝位。”，以《史记》和《汉书》所记武帝当生于景帝元年（前156年）而为周岁，至孝景四年四岁立为胶东王，至孝景七年七岁立为皇太子，孝景十六年十六岁太子即位为孝武皇帝，武帝当生于汉景帝元年（前156年）而当在三月份或三月前应不出十个月的孕期，《汉武故事》所记日期“乙酉年七月七日”当不可信。

## 藝術形象
- 《汉武帝梦会卫夫人》 吴楚帆 飾 （1954年）
- 《汉武帝梦会卫夫人》 任剑辉 飾 （1959年）
- 《汉武之恋》 赵秀治 飾 （1988年）
- 《大漢春秋》 黃香蓮 飾 （1990年）
- 《漢武帝》 周里京 飾 （1996年）
- 《司马迁》 许还山 飾 （1997年）
- 《凤求凰》 杨佩衡 飾 （1997年）
- 《乌龙闯情关》 柯受良 飾 （2001年）
- 《大漢天子》系列  黄晓明 飾 （2002～2006年）
- 《奔月》 刘威 飾 （2001年）
- 《凤求凰》 刘小峰 飾 （2004年）
- 《漢武大帝》 杜淳（青年）、陈宝国 飾 （2005年）
- 《剑行天下》 郑国霖 飾 （2007年）
- 《東方朔》 靳東 飾 （2008年）
- 《夜郎王》 吕士刚 飾 （2008年）
- 《美人心計》 茅子俊 飾 （2010年）
- 《仙女湖之墨仙》 陈颢文 飾 （2012年）
- 《衛子夫》 林峯 飾 （2014年）
- 《大汉情缘之云中歌》 胡兵 飾 （2015年）
- 《沧海丝路》 张丰毅 飾 （2018年）
- 《中国》（第一季）[註 1] 于朦胧 饰 （2020年）
- 《霍去病传奇》[註 2] 黃維德 飾 （待播）

## 引用
1. ↑  《汉书 武帝记》注引《索隐》曰：“景十三王传广川王以上皆武帝兄”。而《汉书 诸侯王表》中，武帝排行第九，但武帝长兄废太子刘荣排在了武帝之后。
2. ↑  杨生民, 2001, p9
3. ↑  《史记 卷四十九 外戚世家第十九》王太后……太子幸爱之，生三女一男。男方在身时，王美人梦日入其怀。以告太子，太子曰：“此贵徵也。”未生而孝文帝崩，孝景帝即位，王夫人生男。
4. ↑  《漢武故事》 漢景皇帝王皇后內太子宮，得幸，有娠，夢日入其懷。帝又夢高祖謂己曰：「王夫人生子，可名為彘。」及生男，因名焉。……膠東王為皇太子時，年七歲，上曰：「彘者徹也。」因改曰徹。
5. ↑  《汉书》卷五：夏四月己巳，立皇子榮為皇太子，徹為膠東王。
6. ↑  《汉书》卷五：丁巳，立膠東王徹為皇太子。
7. ↑  《史记 卷四十九 外戚世家第十九》长公主嫖有女，欲与太子为妃，栗姬妒，而景帝诸美人皆因长公主见得贵幸，栗姬日怨怒，谢长主，不许。长主欲与王夫人，王夫人许之。”
8. ↑   《汉书》武帝纪第六
9. ↑  《汉书·刘辅传》
10. ↑  王子今. 第八章第二节〈削藩的成功与“中朝”的出现〉. 《秦汉史—帝国的建立》. 2009:  119-121.
11. ↑  王子今. 第八章第六节〈察举制度〉. 《秦汉史—帝国的建立》. 2009:  135-137.
12. ↑  朝廷特徵士人，为“徵召”。例如《汉书》卷六《武帝纪》，汉武帝特徵《诗经》专家鲁申公，是“遣使者安车蒲轮，束帛加璧，徵鲁申公”。长官自行辟除士人，为“辟除”。如《汉书》卷七七《孙宝传》：“孙宝字子严，颍川鄢陵人也。以明经为郡吏。御史大夫张忠辟宝为属。”
13. ↑  《廿二史札记》卷2：是帝至元狩始建年号。从前之建元、元光等号，乃元狩后重制嘉号，追纪其岁年也。不然，则武帝六年，即应云建元六年，其下所云明年又明年，皆可书元光几年、元朔几年，岂不简易明白？而乃云明年后年耶！
14. ↑  《漢書·郊祀志》：「有司言元宜以天瑞命，不宜以一二數。一元曰『建』，二元以長星曰『光』，三元以日月復始曰『朔』，四元以郊得一角獸曰『狩』云」
15. ↑  （前112年）西羌众十万人反，与匈奴通使，攻故安，围枹罕。匈奴入五原，杀太守。《汉书·卷6》
16. ↑  有的学者指出，这一措施，“不仅对于中国的历史，具有重大意义，即对于整个东方的历史，亦具有重大意义。
17. ↑  资治通鉴卷第十七 冬，十月，诏举贤良方正直言极谏之士，上亲策问以古今治道，对者百馀人。
18. ↑  资治通鉴卷第十七 广川董仲舒对曰：“道者，所繇适于治之路也，仁、义、礼、乐，皆其具也。故圣王已没，而子孙长久，安宁数百岁，此皆礼乐教化之功也。夫人君莫不欲安存，而政乱国危者甚众；所任者非其人而所繇者非其道，是以政日以仆灭也。夫周道衰于幽、厉，非道亡也，幽、厉不繇也。至于宣王，思昔先王之德，兴滞补敝，明文、武之功业，周道粲然复兴，此夙夜不懈行善之所致也。孔子曰：‘人能弘道，非道弘人。’故治乱废兴在于己，非天降命，不可得反；其所操持悖谬，失其统也。为人君者，正心以正朝廷，正朝廷以正百官，正百官以正万民，正万民以正四方。四方正，远近莫敢不壹于正，而亡有邪气奸其间者，是以阴阳调而风雨时，群生和而万民殖，诸福之物，可致之祥，莫不毕至，而王道终矣！孔子曰：‘凤鸟不至，河不出图，吾已矣夫！’自悲可致此物，而身卑贱不得致也。今陛下贵为天子，富有四海，居得致之位，操可致之势，又有能致之资；行高而恩厚，知明而意美，爱民而好士，可谓谊主矣。然而天地未应而美祥莫至者，何也？凡以教化不立而万民不正也。夫万民之从利也，如水之走下，不以教化堤防之，不能止也。古之王者明于此，故南面而治天下，莫不以教化为大务。立太学以教于国，设痒序以化于邑，渐民以仁，摩民以谊，节民以礼，故其刑罚甚轻而禁不犯者，教化行而习俗美也。圣王之继乱世也，扫除其迹而悉去之，复修教化而崇起之；教化已明，习俗已成，子孙循之，行五六百岁尚示败也。秦灭先圣之道，为苟且之治，故立十四年而亡，其遗毒馀烈至今未灭，习俗薄恶，人民嚣顽，抵冒殊扞，熟烂如此之甚者也。窃譬之：琴瑟不调，甚者必解而更张之，乃可鼓也；为政而不行，甚者必变而更化之，乃可理也。故汉得天下以来，常欲治而至今不可善治者，失之于当更化而不更化也。“臣闻圣王之治天下也，少则习之学，长则材诸位，爵禄以养其德，刑罚以威其恶，故民晓于礼谊而耻犯其上。武王行大谊，平残贼，周公作礼乐以文之；至于成、康之隆，囹圄空虚四十馀年。此亦教化之渐而仁谊之流，非独伤肌肤之效也。至秦则不然，师申、商之法，行韩非之说，憎帝王之道，以贪狼为俗，诛名而不察实，为善者不必免而犯恶者未必刑也。是以百官皆饰虚辞而不顾实，外有事君之礼，内有背上之心，造伪饰诈，趋利无耻，是以刑者甚众，死者相望，而奸不息，俗化使然也。今陛下并有天下，莫不率服，而功不加于百姓者，殆王心未加焉。《曾子》曰：‘尊其所闻，则高明矣；行其所知，则光大矣。高明光大，不在于它，在乎加之意而已。’愿陛下因用所闻，设诚于内而致行之，则三王何异哉！夫不素养士而欲求贤，譬犹不琢玉而求文采也。故养士之大者，莫大虖太学；太学者，贤士之所关也，教化之本原也。今以一郡、一国之众对，亡应书者，是王道往往而绝也。臣愿陛下兴太学，置明师，以养天下之士，数考问以尽其材，则英俊宜可得矣。今之郡守、县令，民之师帅，所使承流而宣化也；故师帅不贤，则主德不宣，恩泽不流。今吏既亡教训于下，或不承用王上之法，暴虐百姓，与奸为市，贫穷孤弱，冤苦失职，甚不称陛下之意；是以阴阳错缪，氛气充塞，群生寡遂，黎民未济，皆长吏不明使至于此也！夫长吏多出于郎中、中郎、吏二千石子弟，选郎吏又以富訾，未必贤也。且古所谓功者，以任官称职为差，非谓积日累久也；故小材虽累日，不离于小官，贤材虽未久，不害为辅佐，是以有司竭力尽知，务治其业而以赴功。今则不然，累日以取贵，积久以致官，是以廉耻贸乱，贤不肖浑殽，未得其真。臣愚以为使诸列侯、郡守、二千石各择其吏民之贤者，岁贡各二人以给宿卫，且以观大臣之能；所贡贤者有赏，所贡不肖者有罚。夫如是，诸吏二千石皆尽心于求贤，天下之士可得而官使也。遍得天下之贤人，则三王之盛易为，而尧、舜之名可及也。毋以日月为功，实试贤能为上，量材而授官，录德而定位，则廉耻殊路，贤不肖异处矣！“臣闻众少成多，积小致巨，故圣人莫不以暗致明，以微致显；是以尧发于诸侯，舜兴虖深山，非一日而显也，盖有渐以致之矣。言出于己，不可塞也；行发于身，不可掩也；言行，治之大者，君子之所以动天地也。故尽小者大，慎微者著；积善在身，犹长日加益而人不知也；积恶在身，犹火销膏而人不见也；此唐、虞之所以得令名而桀、纣之可为悼惧者也。夫乐而不乱，复而不厌者，谓之道。道者，万世亡敝；敝者，道之失也。先王之道，必有偏而不起之处，故政有眊而不行，举其偏者以补其敝而已矣。三王之道，所祖不同，非其相反，将以救溢扶衰，所遭之变然也。故孔子曰：‘无为而治者其舜乎！’改正朔，易服色，以顺天命而已；其馀尽循尧道，何更为哉！故王者有改制之名，亡变道之实。然夏上忠，殷上敬，周上文者，所继之救当用此也。孔子曰：‘殷因于夏礼，所损益可知也；周因于殷礼，所损益可知也；其或继周者，虽百世可知也。’此言百王之用，以此三者矣。夏因于虞，而独不言所损益者，其道一而所上同也。道之大原出于天，天不变，道亦不变，是以禹继舜，舜继尧，三圣相受而守一道，亡救敝之政也，故不言其所损益也。繇是观之，继治世者其道同，继乱世者其道变。“今汉继大乱之后，若宜少损周之文，致用夏之忠者。夫古之天下，亦今之天下，共是天下，以古准今，壹何不相逮之远也！安所缪盭而陵夷若是？意者有所失于古之道与，有所诡于天之理与？夫天亦有所分予：予之齿者去其角，傅其翼者两其足，是所受大者不得取小也。古之所予禄者，不食于力，不动于末，是亦受大者不得取小，与天同意者也。夫已受大，又取小，天不能足，而况人虖！此民之所以嚣嚣苦不足也。身宠而载高位，家温而食厚禄，因乘富贵之资力以与民争利于下，民安能如之哉！民日削月朘，浸以大穷。富者奢侈羡溢，贫者穷急愁苦；民不乐生，安能避罪！此刑罚之所以蕃而奸邪不可胜者也。天子大夫者，下民之所视效，远方之所四面而内望也。近者视而放之，远者望而效之，岂可以居贤人之位而为庶人行哉！夫皇皇求财利，常恐乏匮者，庶人之意也；皇皇求仁义，常恐不能化民者，大夫之意也。《易》曰：‘负且乘，致寇至。’乘车者，君子之位也；负担者，小人之事也。此言居君子之位而为庶人之行者，患祸必至也。若居君子之位，当君子之行，则舍公仪休之相鲁，无可为者矣。“《春秋》大一统者，天地之常经，古今之通谊也。今师异道，人异论，百家殊方，指意不同，是以上无以持一统，法制数变，下不知所守。臣愚以为诸不在六艺之科、孔子之术者，皆绝其道，勿使并进，邪辟之说灭息，然后统纪可一而法度可明，民知所从矣！”
19. ↑  《资治通鉴》卷十七 天子善其对，以仲舒为江都相。
20. ↑  王子今. 第八章第四节〈号令文章，焕焉可述〉. 《秦汉史—帝国的建立》. 2009:  128-130.
21. ↑  王子今. 第八章第五节〈罢黜百家，表章“六经”〉. 《秦汉史—帝国的建立》. 2009:  131-135.
22. ↑  《漢書·禮樂志》。
23. ↑  《汉书·律历志》在这方面作了细致的描写：“闳运算转历，其法以律起历，日律容一龠，积八十一寸，则一日三分也，与长相终，律长九寸，百七十一分而终复，三复而得甲子。夫律阴阳九六爻象所从出也，故黄钟纪元气之谓律。律，法也，莫不取法焉。与邓平所治同。于是皆观新星度日月行，更以推算如闳、平法。法一月之日二十九，八十一分日之四十三。”“《太初历》晦朔弦望，皆最密，日月如合璧，五星如连珠。”
24. ↑  《史记·天官书》：“日月薄蚀，行南北有时，此其大度也。”“春秋二百四十二年之间，日蚀三十六，慧^ 《史记·天官书》：“日月薄蚀，行南北有时，此其大度也。”“春秋二百四十二年之间，日蚀三十六，慧星三见，宋襄公时星陨如雨。”
25. 1 2 3  史记·卷三十·平准书第八
26. ↑  王子今. 第八章第八节〈盐铁官营与均输平准政策〉. 《秦汉史—帝国的建立》. 2009:  138-141.
27. ↑  《漢書·食貨志》
28. ↑  《鹽鐵論·力辯篇》
29. ↑  《鹽鐵論·本議篇》
30. 1 2 3  .   [2022-01-02]. （原始内容存档于2022-01-02）.
31. ↑  《资治通鉴卷二十二》上病笃，霍光涕泣问曰：“如有不讳，谁当嗣者？”上曰：“君未谕前画意邪？立少子，君行周公之事。”光顿首让曰：“臣不如金日磾”日磾亦曰：“臣，外国人，不如光；且使匈奴轻汉矣！”乙丑，诏立弗陵为皇太子，时年八岁。丙寅，以光为大司马、大将军，日磾为车骑将军，太仆上官桀为左将军，受遗诏辅少主，又以搜粟都尉桑弘羊为御史大夫，皆拜卧内床下。光出入禁闼二十馀年，出则奉车，入侍左右，小心谨慎，未尝有过。为人沈静详审，每出入、下殿门，止进有常处，郎、仆射窃识视之，不失尺寸。日磾在上左右，目不忤视者数十年；赐出宫女，不敢近；上欲内其女后宫，不肯；其笃慎如此，上尤奇异之。日磾长子为帝弄儿，帝甚爱之，其后弄儿壮大，不谨，自殿下与宫人戏；日磾适见之，恶其淫乱，遂杀弄儿。上闻之，大怒，日磾顿首谢，具言所以杀弄儿状。上甚哀，为之泣；已而心敬日磾。上官桀始以材力得幸，为未央厩令；上尝体不安，及愈，见马，马多瘦，上大怒曰：“令以我不复见马邪！”欲下吏。桀顿首曰：“臣闻圣体不安，日夜忧惧，意诚不在马。”言未卒，泣数行下。上以为爱己，由是亲近，为侍中，稍迁至太仆。三人皆上素所爱信者，故特举之，授以后事。丁卯，帝崩于五柞宫；入殡未央宫前殿
32. ↑  《资治通鉴卷二十二》钩弋夫人之子弗陵，年数岁，形体壮大，多知，上奇爱之，心欲立焉；以其年稚，母少，犹与久之。欲以大臣辅之，察群臣，唯奉车都尉、光禄大夫霍光，忠厚可任大事，上乃使黄门画周公负成王朝诸侯以赐光。后数日，帝谴责钅句弋夫人。夫人脱簪珥，叩头。帝曰：“引持去，送掖庭狱！”夫人还顾，帝曰：“趣行，汝不得活！”卒赐死。顷之，帝闲居，问左右曰：“外人言云何？”左右对曰：“人言‘且立其子，何去其母乎？’”帝曰：“然，是非儿曹愚人之所知也。往古国家所以乱，由主少、母壮也。女主独居骄蹇，淫乱自恣，莫能禁也。汝不闻吕后邪！故不得不先去之也。”
33. ↑  《中国通史·前汉的衰亡》：“武帝生平 溺于女色；他大约是个多血质的人，一生行事，全凭一时感情冲动；安能有 深谋远虑，豫割嬖爱？霍光乃左右近习之流，仅可以供驱使。上官桀是养马 的。金日磾系匈奴休屠王之子，休屠王与浑邪王同守西边，因不肯降汉，为浑邪王所杀，乃系一个外国人，与中国又有杀父之仇。朝臣中即使无人，安 得托孤于这几个人？”
34. ↑  《史记》河渠书
35. ↑  顏之推在《顏氏家訓》〈文章第九〉中說：“自昔天子而有才華者，唯漢武、魏太祖、文帝、明帝、宋孝武帝，皆負世議，非懿德之君也。”
36. ↑  《汉书》卷75
37. ↑  桓谭《桓子新论》
38. ↑  《后汉书》卷79
39. ↑  刘歆《宗庙议》
40. ↑  漢書 武帝紀
41. ↑  《艺文类聚》十二，《御览》八十八
42. ↑  全三国文 卷十七
43. ↑   《唐文拾遗》卷十三
44. ↑  貞觀政要 貢賦第三十三
45. 1 2  讀通鑑論卷三
46. ↑  《廿二史札记》
47. ↑  《中国通史》作者：白寿彝 出版社：上海人民出版社
48. ↑  《赫逊河畔谈中国历史》 作者：黄仁宇 出版社：三联书店
49. ↑  《中国历代政治得失》 作者：钱穆 出版社：三联书店
50. ↑  孙中山言萃之五   来源：中山文化信息网
51. ↑  《大地》2002年第19期 作者：成林
52. ↑  傅樂成著，《中國通史》上冊，大中國圖書公司。頁141。
53. ↑  《史記 卷四十九 外戚世家第十九》：漢王入織室，見薄姬有色，詔內後宮。
54. ↑  《史記 卷四十九 外戚世家第十九》：上望見，獨說衛子夫。是日，武帝起更衣，子夫侍尚衣軒中，得幸。
55. ↑  呂, 世浩.  . 台北市: 國立臺灣大學出版中心. 2009: 311. ISBN 9789860219661 （中文（臺灣））.
56. ↑  《汉武洞冥记》：帝所幸宫人，名丽娟，年十四，玉肤柔软，吹气胜兰
57. ↑  《汉书·武五子传》齐怀王闳与燕王旦、广陵王胥同日立，皆赐策，各以国土风俗申戒焉，曰：“惟元狩六年四月乙巳，皇帝使御史大夫汤庙立子闳为齐王，曰：‘乌呼！小子闳，受兹青社。朕承天序，惟稽古，建尔国家，封于东土，世为汉籓辅。乌呼！念哉，共朕之诏。惟命于不常，人之好德，克明显光；义之不图，俾君子怠。悉尔心，允执其中，天禄永终；厥有愆不臧，乃凶于乃国，而害于尔躬。呜呼！保国乂民，可不敬与！王其戒之！”闳母王夫人有宠，闳尤爱幸，立八年，薨，无子，国除。
58. 1 2  《汉书·武五子传》
59. ↑  《汉书·霍光金日磾传》 贺者，武帝孙，昌邑哀王子也。既至，即位，行淫乱。
60. ↑  《史记集解》引用徐广的注释：阳石又称德邑公主。唐代顏師古称与诸邑公主皆为卫子夫女，司马贞则称卫子夫三女为卫长公主、石邑公主、诸邑公主。
61. ↑  鳳凰衛視. .   [2015-12-13]. （原始内容存档于2020-12-19）.
62. ↑  《史記．卷一百二十五．佞幸列傳》
63. ↑  《漢書．卷六十八．金日磾傳》
64. ↑  《太平御览》卷88引《汉武故事》：行幸河汾，中流與群臣飲宴乃自作《秋風》辭，顧謂群臣曰：「漢有六七之厄，法應再受命，宗室子孫誰當應此者，六七四十二代漢者，當塗高也。」群臣進曰：「漢應天受命，祚逾周殷，子子孫孫，萬世不絕，陛下安得此亡國之言，過聽于臣妾乎？」上曰：「吾醉言耳。然自古以來，不聞一姓遂長王天下者，但使失之，非吾父子可矣。」
65. ↑  .   [2018-12-17]. （原始内容存档于2021-12-16）.
66. ↑  《后汉书·公孙述传》:（光武）帝患之，乃与述书曰：“图谶言‘公孙’，即宣帝也。代汉者当涂高，君岂高之身邪？乃复以掌文为瑞，王莽何足效乎！君非吾贼臣乱子，仓卒时人皆欲为君事耳，何足数也。君日月已逝，妻子弱小，当早为定计，可以无忧。天下神器，不可力争，宜留三思。”署曰“公孙皇帝”。述不答。
67. ↑  《三国志》卷6引《典略》：（袁）术以袁姓出陈，陈，舜之后，以土承火，得应运之次。又见谶文云：“代汉者，当涂高也。”自以名字当之，乃建号称仲氏。
68. ↑  《三国志》卷2注引《献帝传》：故白马令李云上事曰：‘许昌气见于当涂高，当涂高者当昌於许。’当涂高者，魏也；象魏者，两观阙是也；当道而高大者魏。魏当代汉。
69. ↑  《太平御览》卷195引《汉武故事》：上尝至柏谷，夜投亭宿，亭长不内，乃宿於逆旅。逆旅翁谓上曰："汝长大多力，当勤稼穑，何忽带剑群聚，夜行动众？此不欲为盗，则淫耳。"上默然不应，因乞浆饮，翁曰："吾正有溺，无浆也。"有顷，还内，上使人觇之，见翁方要少年十馀人皆持弓矢刀剑，令主人妪出安过客。妪归，谓其翁曰："吾观此丈夫，乃非常人也，且亦有备，不可图也。不如因礼之。"其夫曰："此易与耳，鸣鼓会众，讨此群盗，何忧不克？"妪曰："且安之，令其眠，乃可图也。"翁从之。时上从者十馀人，既闻其谋，皆惧，劝上夜去。上曰："必致祸，不如且止以安之。"有顷，妪出，谓上曰："诸翁子不闻主人翁言乎！此翁好饮酒，狂悖，不足计也。今日具令公子安眠，无他。"妪因还内。时天寒，妪酌酒，多与其夫，诸少年皆醉。妪出谢客，杀鸡作食。平明，上去。是日还宫，乃召逆旅夫妻见之，赐妪金十斤，其夫为羽林郎。自是惩戒，希复微行。
70. ↑  《汉书》卷65：初，建元三年，微行始出，北至池陽，西至黃山，南獵長楊，東游宜春。微行常用飲酎已。八九月中，與侍中常侍武騎及待詔隴西北地良家子能騎射者期諸殿門，故有「期門」之號自此始。微行以夜漏下十刻乃出，常稱平陽侯。旦明，入山下馳射鹿豕狐兔，手格熊羆，馳騖禾稼稻秔之地。民皆號呼罵詈，相聚會，自言鄠杜令。令往，欲謁平陽侯，諸騎欲擊鞭之。令大怒，使吏呵止，獵者數騎見留，乃示以乘輿物，久之乃得去。時夜出夕還，後齎五日糧，會朝長信宮，上大驩樂之。是後，南山下乃知微行數出也，然尚迫於太后，未敢遠出。丞相御史知指，乃使右輔都尉徼循長楊以東，右內史發小民共待會所。後乃私置更衣，從宣曲以南十二所，中休更衣，投宿諸宮，長楊、五柞、倍陽、宣曲尤幸。於是上以為道遠勞苦，又為百姓所患，乃使太中大夫吾丘壽王與待詔能用算者二人，舉籍阿城以南，盩厔以東，宜春以西，提封頃畝，及其賈直，欲除以為上林苑，屬之南山。又詔中尉、左右內史表屬縣草田，欲以償鄠杜之民。吾丘壽王奏事，上大說稱善。
71. ↑  Roderick Whitfield; Susan Whitfield; Neville Agnew. . Getty Publications. 2000: 19. ISBN 978-0-89236-585-2.
72. ↑  Erik Zürcher. . BRILL. 2007-03-26: 21. ISBN 978-90-474-1942-6.
73. ↑  《汉武故事》：“膠東王為皇太子時，年七岁，上曰：“彘者徹也。”因改曰徹。”
74. ↑  《史记 孝景本纪》“四年夏，立太子。立皇子彻为胶东王。六月甲戌，赦天下。”
75. ↑  《汉书 孝景纪第五》：“夏四月己巳，立皇子荣为皇太子，彻为胶东王。催六月，赦天下，赐民爵一级。”
76. ↑  《資治通鑒 卷第十六 汉纪八》夏，四月，己巳，立子荣为皇太子，彻为胶东王。

## 外部連結
- 衛青、霍去病的成功和李廣的失敗  （页面存档备份，存于）
- 殘暴無能漢武帝 （页面存档备份，存于）
- 【千古英雄人物】漢武帝 （页面存档备份，存于）

### 历史书籍
- 《史記·孝武本紀》
- 《漢書·武帝紀》
- 《汉武帝传》，杨生民，人民出版社，ISBN：7-01-003271-8/K·652
- 《资治通鉴》卷十七，卷十八，卷十九，卷二十，卷二十一，卷二十二。
- 《秦漢史—帝國的建立》，王子今，三民書局，ISBN 978-957-14-5120-6
- 《中國通史—秦漢史》，鄒紀萬，眾文圖書公司，ISBN 957032532X
- 《中國通史》，傅樂成，弘揚圖書有限公司，ISBN 986-7153-02-2

### 研究书籍
- 福島吉彥 著，韓昇 譯：《漢武帝》（西安：三秦出版社，1988）。
- 康达维：〈汉武帝与汉赋及汉代文学的勃兴 （页面存档备份，存于）〉。
- 邢义田：〈汉武帝生命中的几个女人（上） （页面存档备份，存于）〉。
- 邢义田：〈汉武帝生命中的几个女人（中） （页面存档备份，存于）〉。
- 邢义田：〈汉武帝生命中的几个女人（下）〉 （页面存档备份，存于）。

## 延伸阅读
[在维基数据编辑]
 在维基文库阅读此作者作品（ 在维基共享资源阅览影像、分类）
 《漢書·卷006》，出自班固《漢書》
 《史記/卷012》，出自司馬遷《史記》
 《史記/卷060》，出自司馬遷《史記》
| 汉武帝 西漢出生于：前156年逝世於：前87年 | 汉武帝 西漢出生于：前156年逝世於：前87年 | 汉武帝 西漢出生于：前156年逝世於：前87年 |
| 統治者頭銜                               | 統治者頭銜                               | 統治者頭銜                               |
| ---------------------------------------- | ---------------------------------------- | ---------------------------------------- |
| 前任： 刘雄渠                            | 西汉胶东王 前153年—前150年               | 繼任： 刘寄                              |
| 前任： 孝景皇帝 劉啟                     | 汉朝皇帝 前141年－前87年                 | 繼任： 孝昭皇帝 劉弗陵                   |
| 前任： 孝景皇帝 劉啟                     | 中國君主 前141年－前87年                 | 繼任： 孝昭皇帝 劉弗陵                   |